# Dolní Beřkovice
Dolní Beřkovice är en ort i Tjeckien.   Den ligger i regionen Mellersta Böhmen, i den centrala delen av landet, 30 km norr om huvudstaden Prag. Dolní Beřkovice ligger 163 meter över havet och antalet invånare är 1 298.
Terrängen runt Dolní Beřkovice är huvudsakligen lite kuperad. Dolní Beřkovice ligger nere i en dal. Runt Dolní Beřkovice är det ganska tätbefolkat, med 54 invånare per kvadratkilometer. Närmaste större samhälle är Mělník, 5,0 km söder om Dolní Beřkovice. Trakten runt Dolní Beřkovice består till största delen av jordbruksmark.